# Милен Фармер
Милен Фармер (фр. Mylène Farmer; Монтреал, 12. септембар 1961) француска је певачица, композиторка алтернативне поп музике, глумица и списатељица.
У досадашњој каријери продала је више од 30 милиона албума што је чини најуспешнијом француском музичком уметницом.
Она важи и за престижног женског извођача са највише број 1 хитова на франкофоним топ листама.

## Биографија
Рођена је у Канади, у близини Монтреала 1961. године као Милен Готје (фр. Mylène Gautier). Пре њеног рођења родитељи су се због посла доселили у Канаду, а потом 1969. године вратили у Француску, у париско предграђе Вил Д'Авре. У 17. години Милен је уписала трогодишњу школу глуме и почела да се појављује као модел у телевизијским рекламама.
Почетком 1980-их година, упознала је студента филмске режије Лорана Бутона, који јој је помогао да започне музичку каријеру и до данас остао њен најближи сарадник.

## Каријера
Музичке спотове режирали су најпознатији светски режисери, попут Лика Бесона, Абела Фераре, Бруна Авелијана, Крис Свинија и многих других. Режирани су у форми кратких играних филмова, често инспирисани књижевним и ликовним делима великих уметника, преображеним у форму социолошких тема савременог друштва.
Концертне турнеје су креиране и продуциране у сарадњи са успешним светским сценографима и костимографима, а од 2006. године сарађивала је са Марком Фишером који је познат по концертним подијумима које је пројектовао за турнеје U2, Пинк Флојда, Тине Тарнер, Мадоне, Робија Вилијамса и др.
Године 2009. европска турнеја за 7. студијски албум, Point du Suture, бележи рекорд у брзини продаје карата - више од 160.000 концертних карата продато је за оба париска концерта на Stade de France у року од непуна 2 сата.
Најближи сарадник, Лоран Бутона, поред режирања музичких спотова и данас компонује музику за Милен, а на почетку каријере је писао и текстове песама.
Године 1994. Лоран је снимио свој први дугометражни филм Ђорђино, а главну улогу је доделио Милен. Филм је добио лоше критике јавности и није доживео велики успех. Након дуге филмске паузе, Милен је 2018. године играла једну од главних улога у филму Инцидент у земљи духова француског режисера хорор филмова Паскала Логијеа.
Милен Фармер је у триологији француског редитеља Лика Бесона позајмљивала свој глас принцези Селенији у филмовима Артур и Минимоји, Артур и Малтазарова освета и Артур 3: Рат између светова.
Године 2003. Милен је илустровала своју прву књигу за децу "Lisa-Loup et le conteur".
Највећи музички хитови: Désenchantée, Pourvu qu'elles soient douces, Sans contrefaçon, Libertine, C'est une belle journée, Rêver, Oui mais... Non, Appelle mon numéro, Fuck them all, California и многи други.

## Ауторска сарадња са другим музичарима
У периоду од 1984. до 2008. године сарађивала је са Лоран Бутона, који је већину песама компоновао за седам студијских албума. Награђена је престижном француском наградом Victoire de la musique 1988. године као најуспешнији женски извођач, а њихова сарадња резултирала је и многобројним другим наградама, међу којима су најбројније NRJ Music Awards које додељује истоимена француска радио станица.
Током 1990-их година Милен сарађивала је са француским музичарем Жан-Луиз Мура (фр. Jean-Louis Murat) са којим је за свој албум L'Autre... снимила дует за песму Regrets.
Током велике франкофоне турнеје 1996. године за 4. студијски албум Anamorphosée, у дуету са француским певачем Каледом (фр. Khaled) извела је обраду француског класика La poupée qui fait non. Песма је објављена на албуму Live à Bercy који и данас у Француској држи рекорд најпродаванијег концертног албума.
У периоду од 2000. до 2005. године, сарађивала је са певачицом Ализе (фр. Alizée), која је прекинула сарадњу са Милен, делом и због тога што је уговором била ограничена да се појављује у медијима на само неколико пута годишње.
Године 2001. поводом петнаестогодишњице своје каријере, Милен је снимила дует са британским музичарем Силом за песму Les mots, по којој је и назвала свој први албум са највећим хитовима.
Године 2006. започела је сарадњу са америчким музичарем Мобијем са којим је снимила дует за песму Slipping Away, а који је доспео на 1. место француске топ-листе синглова. Моби је сарађивао са Милен и 2008. године, када су снимили још једну песму за албум Point de Suture. Сарадња је настављена и 2010. године, када је Моби компоновао чак седам песама за њен 8. студијски албум Bleu Noir.
У 2008. години, Милен је по узору на сарадњу са Ализе, на кратко сарађивала и са младом франкофоном певачицом Лиса.
Највећу медијску пажњу 2010. године изазвала је сарадња Милен са продуцентом Лејди Гаге, Ред Уан-ом, који је компоновао и продуцирао 2 песме за албум Bleu Noir, укључујући и песму Oui mais... Non, која је изашла као први сингл албума и три недеље била на месту број 1 француске топ-листе.
На албуму Bleu Noir, Милен је сарађивала и са члановима енглеског бенда Archive, који су компоновали 3 песме.
Године 2012. Милен се враћа свом дугогодишњем сараднику, Ларону Бутона и заједно стварају њен 9. студијски албум, Monkey Me, који важи за најпродаванији албум у 2012. години, у Француској. Албум је пратила светска турнеја Timeless 2013 која је гостовала у Белгији, Швајцарској и Русији.
Године 2015. Милен објављује свој десети студијски албум, Interstellaires. На албуму сарађује са енглеским кантаутором Стингом на песми Stolen Car. Песма је достигла број 1 на Билбордовој топ листи.

## Дискографија

### Студијски албуми
| Година | Информација                                                                                                 | Позиција на топ-листама | Позиција на топ-листама | Позиција на топ-листама | Позиција на топ-листама | Позиција на топ-листама | Позиција на топ-листама | Позиција на топ-листама | Позиција на топ-листама | Позиција на топ-листама | Позиција на топ-листама | Продаја                                        |  |
| Година | Информација                                                                                                 | Француска               | Белгија                 | Швајцарска              | Русија                  | Израел                  | Немачка                 | Канада                  | Естонија                | Холандија               | Грчка                   | Продаја                                        |  |
| ------ | --- | ----------------------- | ----------------------- | ----------------------- | ----------------------- | ----------------------- | ----------------------- | ----------------------- | ----------------------- | ----------------------- | ----------------------- | ---------------------------------------------- |  |
| 1986   | - 1. студијски албум - Објављено: 1. априла 1986. - Формат: Грамофонска плоча, Аудио касета, ЦД             | 10                      | -                       | -                       | -                       | -                       | -                       | -                       | -                       | -                       | -                       | Продаја у Француској: 0,7 милиона примерака    |  |
| 1988   | - 2. студијски албум - Објављено: 11. априла 1988. - Формат: Грамофонска плоча, Аудио касета, ЦД            | 1                       | -                       | -                       | -                       | -                       | 47                      | -                       | -                       | -                       | -                       | Продаја у Француској: 1,4 милиона примерака    |  |
| 1991   | - 3. студијски албум - Објављено: 9. априла 1991. - Формат: Грамофонска плоча, Аудио касета, ЦД             | 1                       | 1                       | 27                      | -                       | -                       | 55                      | 9                       | -                       | -                       | -                       | Продаја у Француској: 1,8 милиона примерака    |  |
| 1995   | - 4. студијски албум - Објављено: 17. октобра 1995. - Формат: Грамофонска плоча, Аудио касета, ЦД           | 1                       | 2                       | 25                      | -                       | -                       | -                       | -                       | -                       | -                       | -                       | Продаја у Француској: 1,2 милиона примерака    |  |
| 1999   | - 5. студијски албум - Објављено: 7. априла 1999. - Формат: Грамофонска плоча, Аудио касета, ЦД             | 2                       | 2                       | -                       | -                       | -                       | -                       | -                       | -                       | -                       | -                       | Продаја у Француској: 1,1 милион примерака     |  |
| 2005   | - 6. студијски албум - Објављено: 4. априла 2005. - Формат: Грамофонска плоча, ЦД, интернет преузимање      | 1                       | 1                       | 2                       | 1                       | 5                       | -                       | -                       | 10                      | -                       | 5                       | Продаја у Француској: 0,5 милиона примерака    |  |
| 2008   | - 7. студијски албум - Објављено: 25. августа 2008. - Формат: Грамофонска плоча, ЦД, интернет преузимање    | 1                       | 1                       | 2                       | 1                       | -                       | -                       | 60                      | -                       | -                       | 16                      | Продаја у Француској: 0,4 милиона примерака    |  |
| 2010   | - 8. студијски албум - Објављено: 6. децембра 2010. - Формат: Грамофонска плоча, ЦД, интернет преузимање    | 1                       | 1                       | 7                       | -                       | -                       | -                       | -                       | -                       | -                       | -                       | Продаја у Француској: 0,5 милиона примерака    |  |
| 2012   | - 9. студијски албум - Објављено: 3. децембра 2012. - Формат: Грамофонска плоча, ЦД, интернет преузимање    | -                       | -                       | -                       | -                       | -                       | -                       | -                       | -                       | -                       | -                       | Продаја у Француској: 0,5 милиона примерака    |  |
| 2015   | - 10. студијски албум - Објављен: 6. децембра 2015. - Формат: Грамофонска плоча, ЦД, интернет преузимање    | 1                       | 1                       | 1                       | 6                       | -                       | 79                      | -                       | -                       | 79                      | 70                      | Продаја у Француској: 315.000 хиљада примерака |  |
| 2018   | - 11. студијски албум - Објављено: 28. септембра 2018. - Формат: Грамофонска плоча, ЦД, интернет преузимање | 1                       | 1                       | 1                       | -                       | -                       | -                       | -                       | -                       | -                       | -                       | Продаја у Француској: 0,3 милиона примерака    |  |
| 2022   | - 12. студијски албум - Објављено: 25. новембра 2022. - Формат: Грамофонска плоча, ЦД, интернет преузимање  | -                       | -                       | -                       | -                       | -                       | -                       | -                       | -                       | -                       | -                       |                                                |  |

### Концертни албуми
| Година | Информација                                                                         | Позиција на топ-листама | Позиција на топ-листама | Позиција на топ-листама | Позиција на топ-листама | Позиција на топ-листама | Позиција на топ-листама | Позиција на топ-листама | Позиција на топ-листама | Позиција на топ-листама | Позиција на топ-листама | Продаја                                      |
| Година | Информација                                                                         | Француска               | Белгија                 | Швајцарска              | Русија                  | Израел                  | Немачка                 | Канада                  | Естонија                | Холандија               | Грчка                   | Продаја                                      |
| ------ | ----------------------------------------------------------------------------------- | ----------------------- | ----------------------- | ----------------------- | ----------------------- | ----------------------- | ----------------------- | ----------------------- | ----------------------- | ----------------------- | ----------------------- | -------------------------------------------- |
| 1989   | - Објављено: 4. децембра 1989. - Формат: Грамофонска плоча, Аудио касета, ЦД        | 9                       | -                       | -                       | -                       | -                       | -                       | -                       | -                       | -                       | -                       | Продаја у Француској: 0,3 милиона примерака  |
| 1997   | - Објављено: 21. маја 1997. - Формат: Грамофонска плоча, Аудио касета, ЦД           | 2                       | 2                       | -                       | -                       | -                       | -                       | -                       | -                       | -                       | -                       | Продаја у Француској: 0,9 милиона примерака  |
| 2000   | - Објављено: 5. децембра 2000. - Формат: Грамофонска плоча, Аудио касета, ЦД        | 1                       | 8                       | 31                      | 2                       | -                       | -                       | -                       | -                       | -                       | -                       | Продаја у Француској: 0,7 милиона примерака  |
| 2006   | - Објављено: 4. децембра 2006. - Формат: Грамофонска плоча, ЦД, интернет преузимање | 1                       | 3                       | 18                      | -                       | -                       | -                       | -                       | -                       | -                       | -                       | Продаја у Француксој: 0,15 милиона примерака |
| 2009   | - Објављено: 7. децембра 2009. - Формат: Грамофонска плоча, ЦД, интернет преузимање | 1                       | 1                       | 14                      | 6                       | -                       | -                       | -                       | -                       | -                       | -                       | Продаја у Француској: 0,2 милиона примерака  |
| 2014   | - Објављено: 27. марта 2014. - Формат: Грамофонска плоча, ЦД, интернет преузимање   | 2                       | 2                       | 2                       | -                       | -                       | -                       | -                       | -                       | -                       | -                       | Продаја у Француксој: 0,16 милиона примерака |
| 2019   | - Објављено: 18. октобра 2019. - Формат: Грамофонска плоча, ЦД, интернет преузимање | 1                       | 1                       | 1                       | -                       | -                       | -                       | -                       | -                       | -                       | -                       |                                              |

### Компилације
| Година | Информација                                                                         | Позиција на топ-листама | Позиција на топ-листама | Позиција на топ-листама | Позиција на топ-листама | Позиција на топ-листама | Позиција на топ-листама | Позиција на топ-листама | Позиција на топ-листама | Позиција на топ-листама | Позиција на топ-листама | Продаја                                     |
| Година | Информација                                                                         | Француска               | Белгија                 | Швајцарска              | Русија                  | Израел                  | Немачка                 | Канада                  | Естонија                | Холандија               | Грчка                   | Продаја                                     |
| ------ | ----------------------------------------------------------------------------------- | ----------------------- | ----------------------- | ----------------------- | ----------------------- | ----------------------- | ----------------------- | ----------------------- | ----------------------- | ----------------------- | ----------------------- | ------------------------------------------- |
| 1992   | - Објављено: 23. новембра 1992. - Формат: Грамофонска плоча, Аудио касета, ЦД       | 3                       | 9                       | -                       | -                       | -                       | -                       | -                       | -                       | -                       | -                       | Продаја у Француској: 0,3 милиона примерака |
| 2001   | - Објављено: 26. новембра 2001. - Формат: Грамофонска плоча, Аудио касета, ЦД       | 1                       | 1                       | 6                       | -                       | -                       | -                       | -                       | 5                       | -                       | 18                      | Продаја у Француској: 1,5 милиона примерака |
| 2003   | - Објављено: 6. децембра 2003. - Формат: Грамофонска плоча, Аудио касета, ЦД        | 3                       | 15                      | 81                      | -                       | -                       | -                       | -                       | 23                      | -                       | 20                      | Продаја у Француској: 0,2 милиона примерака |
| 2011   | - Објављено: 5. децембра 2011. - Формат: Грамофонска плоча, ЦД, интернет преузимање | 1                       | 10                      | 36                      | -                       | -                       | -                       | -                       | -                       | -                       | -                       | Продаја у Француској: 0,1 милиона примерака |

## Видеографија

### Музички спотови
| Година | Информације                                  | Позиција на топ-листама | Позиција на топ-листама | Позиција на топ-листама | Продаја                                |
| Година | Информације                                  | Француска               | Белгија                 | Швајцарска              | Продаја                                |
| ------ | -------------------------------------------- | ----------------------- | ----------------------- | ----------------------- | -------------------------------------- |
| 2001   | - Објављено: 5. марта 2001. - Формат: DVD    | -                       | -                       | -                       | Продаја у Француској: 20.000 примерака |
| 2006   | - Објављено:04. новембра 2006. - Формат: DVD | 1                       | 1                       | 82                      | Продаја у Француској: 70.000 примерака |

### Концерти
| Година | Информација                                                | Позиција на топ-листама | Позиција на топ-листама | Позиција на топ-листама | Продаја                                 |
| Година | Информација                                                | Француска               | Белгија                 | Швајцарска              | Продаја                                 |
| ------ | ---------------------------------------------------------- | ----------------------- | ----------------------- | ----------------------- | --------------------------------------- |
| 1990   | - Објављено: 7. маја 1990 - Формат: ВХС, Ласер диск        | -                       | -                       | -                       | Продаја у Француској: 100.000 примерака |
| 1997   | - Објављено: 21. маја 1997. - Формат: ВХС, Ласер диск, DVD | -                       | -                       | -                       | Продаја у Француској: 350.000 примерака |
| 2000   | - Објављено: 5. децембра 2000. - Формат: ВХС, DVD          | -                       | 2                       | -                       | Продаја у Француској: 400.000 примерака |
| 2006   | - Објављено: 4. децембра 2006. - Format: DVD, Блу-реј      | 1                       | 1                       | -                       | Продаја у Француској: 500.000 примерака |
| 2010   | - Објављено: 12. априла 2010. - Формат: DVD, Блу-реј       | 1                       | 1                       | 1                       | Продаја у Француској: 250.000 примерака |
| 2014   | - Објављено: 16. маја 2014. - Format: DVD, Блу-реј         | 1                       | 1                       | -                       | Продаја у Француској: 180.000 примерака |
| 2019   | - Објављено: 13. децембра 2019. - Формат: DVD, Блу-реј     | -                       | -                       | -                       | Продаја у Француској:                   |